# Kirk Maltby
Kirk Frederick Maltby (* 22. prosince 1972 v Guelphu, Ontario) je bývalý kanadský hokejový útočník.

## Hráčská kariéra
Svou juniorskou kariéru začínal v roce 1988 v kanadském týmu Cambridge Winterhawks působící v lize OHA. Ve Winterhawks strávil jeden rok. Poté přešel do juniorské ligy OHL, za Owen Sound platers hrával tři roky. V roce 1992 byl vybrán ze vstupního draftu NHL týmem Edmonton Oilers ve třetím kole ze 65., pozice. Jeho první sezóna mezi dospělé odehrál v 1992/93 za tým Cape Breton Oilers působící v lize AHL, farma Edmonton Oilers. S Cape Breton Oilers získal historický úspěch, vyhráli soutěž AHL a zisk Calderova pohárů. Na podzimu 1993 byl povolán do NHL k Oilers. 8. října 1993 odehrál svůj první zápas v NHL, proti New York Islanders dokonce vstřelil branku. V Edmonton Oilers zůstal dva a půl roku. 20. března 1996 byl vyměněn do týmu Detroit Red Wings za kanadského obránce Dana McGillise. Během několika let v organizaci Red Wings vytvořili formaci "Grind Line" s Darrenem McCartym a Krisem Draperem. V jeho první plné sezoně v Detroitu, oslavoval na konci ročníku 1996/97 zisk Stanley Cupu. O následující rok s týmem zopakovali úspěch.
Vzhledem ke své tvrdé hře, trpěl často zraněním, všech 82 zápasů v základní části NHL odehrál za sezonu celkem 4krát. Třetí zisk Stanley Cupu slavil opět s týmem v roce 2002. V následujících letech byl do značné míry bez zranění a v ročníku 2002/03 měl nejlepší sezónu s produktivitou, nastřádal 37 kanadských bodů. Hranici třiceti bodů za sezonu překonal i v následující sezoně, o čtyři body míň než předchozí. Vedle Krise Drapera a Daniela Clearyho byl důležitou součástí lajny Red Wings. 4. května 2007 prodloužil s Detroitem Red Wings o další tři roky. Maltby byl s Nicklasem Lidströmem a Krisem Draperem věkově starší v klubu. 8. září 2010 naposled prodloužil smlouvu s Detroitem o jeden rok. Do základní sestavy se však nevešel a následně odmítal hrát na jejich farmě v Grand Rapids Griffins. 12. října 2010 se rozhodl ukončit hokejovou kariéru, v organizaci Red Wings dále pokračuje jako skaut. 

## Prvenství
- Debut v NHL - 8. října 1993 (Edmonton Oilers proti New York Islanders)
- První gól v NHL - 8. října 1993 (Edmonton Oilers proti New York Islanders, kanadskému brankáři Ron Hextall)
- První asistence v NHL - 20. listopadu 1993 (Edmonton Oilers proti Toronto Maple Leafs)

## Klubová statistika
| Sezóna       | Klub                        | Soutěž       |              | Základní část | Základní část | Základní část | Základní část | Základní část |              | Play off     | Play off     | Play off     | Play off     | Play off     |
| Sezóna       | Klub                        | Soutěž       | Z            | G             | A             | B             | TM            | Z             | G            | A            | B            | TM           |              |              |
| 1988–89      | Cambridge Winterhawks Jr.B. | OHA          | 48           | 28            | 18            | 46            | 138           | —             | —            | —            | —            | —            |              |              |
| 1989–90      | Owen Sound Platers          | OHL          | 61           | 12            | 15            | 27            | 90            | 12            | 1            | 6            | 7            | 15           |              |              |
| 1990–91      | Owen Sound Platers          | OHL          | 66           | 34            | 32            | 66            | 100           | —             | —            | —            | —            | —            |              |              |
| 1991–92      | Owen Sound Platers          | OHL          | 64           | 50            | 41            | 91            | 99            | 5             | 3            | 3            | 6            | 18           |              |              |
| 1992–93      | Cape Breton Oilers          | AHL          | 73           | 22            | 23            | 45            | 130           | 16            | 3            | 3            | 6            | 45           |              |              |
| 1993–94      | Edmonton Oilers             | NHL          | 68           | 11            | 8             | 19            | 74            | —             | —            | —            | —            | —            |              |              |
| 1994–95      | Edmonton Oilers             | NHL          | 47           | 8             | 3             | 11            | 49            | —             | —            | —            | —            | —            |              |              |
| 1995–96      | Cape Breton Oilers          | AHL          | 4            | 1             | 2             | 3             | 6             | —             | —            | —            | —            | —            |              |              |
| 1995–96      | Edmonton Oilers             | NHL          | 49           | 2             | 6             | 8             | 61            | —             | —            | —            | —            | —            |              |              |
| 1995–96      | Detroit Red Wings           | NHL          | 6            | 1             | 0             | 1             | 6             | 8             | 0            | 1            | 1            | 4            |              |              |
| 1996–97      | Detroit Red Wings           | NHL          | 66           | 3             | 5             | 8             | 75            | 20            | 5            | 2            | 7            | 24           |              |              |
| 1997–98      | Detroit Red Wings           | NHL          | 65           | 14            | 9             | 23            | 89            | 22            | 3            | 1            | 4            | 30           |              |              |
| 1998–99      | Detroit Red Wings           | NHL          | 53           | 8             | 6             | 14            | 34            | 10            | 1            | 0            | 1            | 8            |              |              |
| 1999–00      | Detroit Red Wings           | NHL          | 41           | 6             | 8             | 14            | 24            | 8             | 0            | 1            | 1            | 4            |              |              |
| 2000–01      | Detroit Red Wings           | NHL          | 79           | 12            | 7             | 19            | 22            | 6             | 0            | 0            | 0            | 6            |              |              |
| 2001–02      | Detroit Red Wings           | NHL          | 82           | 9             | 15            | 24            | 40            | 23            | 3            | 3            | 6            | 32           |              |              |
| 2002–03      | Detroit Red Wings           | NHL          | 82           | 14            | 23            | 37            | 91            | 4             | 0            | 0            | 0            | 4            |              |              |
| 2003–04      | Detroit Red Wings           | NHL          | 79           | 14            | 19            | 33            | 80            | 12            | 1            | 3            | 4            | 11           |              |              |
| 2004–05      | Výluka v NHL                | Výluka v NHL | Výluka v NHL | Výluka v NHL  | Výluka v NHL  | Výluka v NHL  | Výluka v NHL  | Výluka v NHL  | Výluka v NHL | Výluka v NHL | Výluka v NHL | Výluka v NHL | Výluka v NHL | Výluka v NHL |
| 2005–06      | Detroit Red Wings           | NHL          | 82           | 5             | 6             | 11            | 80            | 6             | 2            | 1            | 3            | 4            |              |              |
| 2006–07      | Detroit Red Wings           | NHL          | 82           | 6             | 5             | 11            | 50            | 18            | 1            | 1            | 2            | 10           |              |              |
| 2007–08      | Detroit Red Wings           | NHL          | 61           | 6             | 4             | 10            | 32            | 12            | 0            | 1            | 1            | 10           |              |              |
| 2008–09      | Detroit Red Wings           | NHL          | 78           | 5             | 6             | 11            | 28            | 20            | 0            | 1            | 1            | 2            |              |              |
| 2009–10      | Detroit Red Wings           | NHL          | 52           | 4             | 2             | 6             | 32            | —             | —            | —            | —            | —            |              |              |
| Celkem v NHL | Celkem v NHL                | Celkem v NHL | 1072         | 128           | 132           | 260           | 867           | 169           | 16           | 15           | 31           | 149          |              |              |

## Reprezentace
| Rok                       | Tým                       | Soutěž                    | Z  | G | A | B | TM |
| ------------------------- | ------------------------- | ------------------------- | -- | - | - | - | -- |
| 2003                      | Kanada                    | MS                        | 9  | 2 | 2 | 4 | 8  |
| 2005                      | Kanada                    | MS                        | 9  | 1 | 1 | 2 | 8  |
| Seniorská kariéra celkově | Seniorská kariéra celkově | Seniorská kariéra celkově | 18 | 3 | 3 | 6 | 16 |